# Haus des Glockenspiels

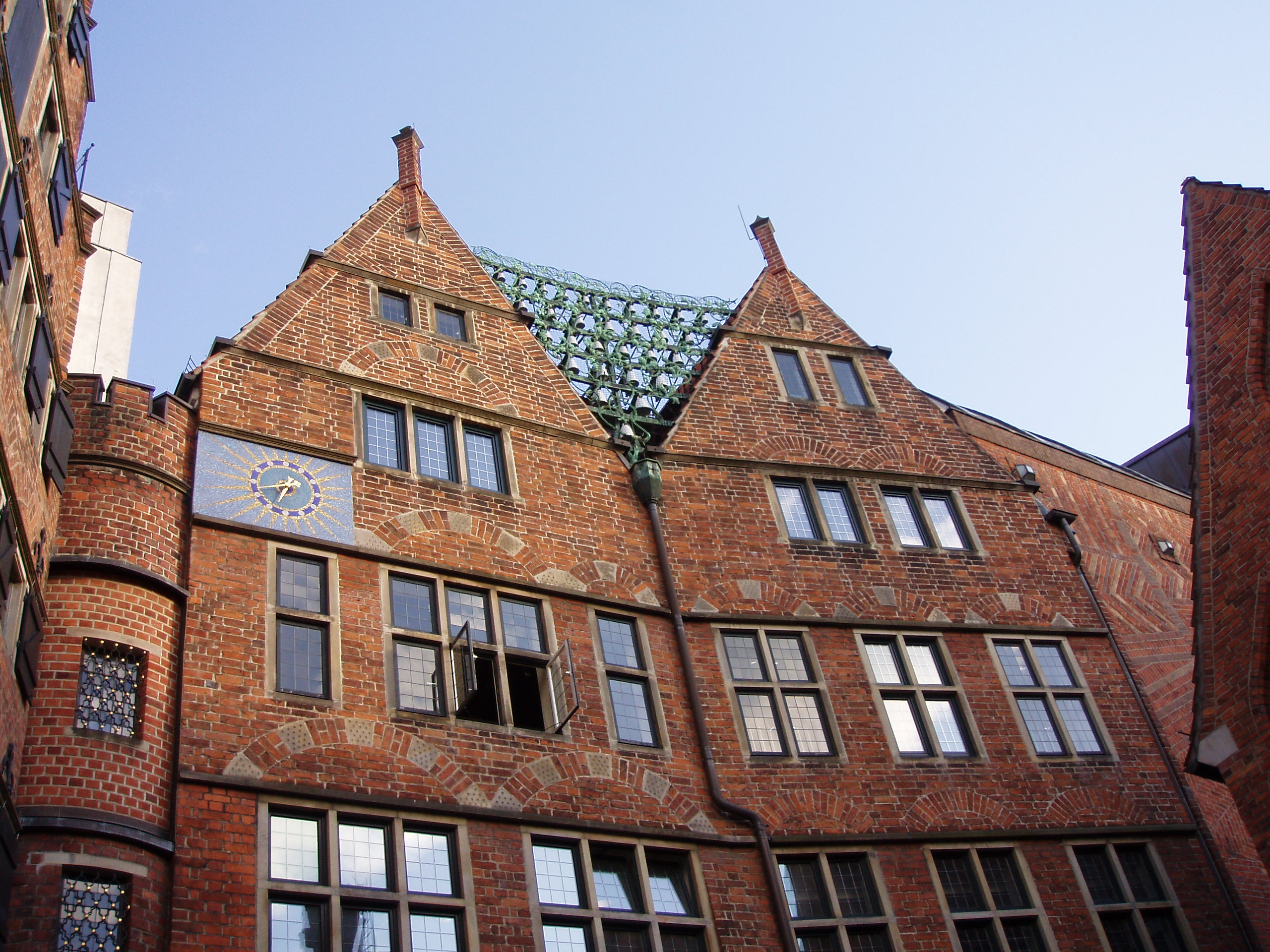
Haus des Glockenspiels, halbrund links in der Ecke der Turm, in dem im 3. Segment von oben die Figurentafeln erscheinen

Das Haus des Glockenspiels in der Bremer Böttcherstraße ist bekannt durch sein Glockenspiel aus Meißner Porzellanglocken und die von Bernhard Hoetger entworfenen Holztafeln in einem drehbaren Turm-Teil.
Das Gebäude steht seit 1973 unter Denkmalschutz.

## Geschichte
Der Bremer Kaffeekaufmann Ludwig Roselius ließ von 1922 bis 1924, im Zuge der Neugestaltung der Böttcherstraße, zwei alte Lagerhäuser durch die Architekten Eduard Scotland und Alfred Runge für die Bremen-Amerika-Bank umbauen. Diese Bank war Haus- und Geschäftsbank des HAG-Konzerns bis nach dem Zweiten Weltkrieg.
Heute befinden sich in dem Haus das Archiv und die Verwaltung der Böttcherstraße GmbH, das Filmkunsttheater Atlantis sowie Büros und Ladenbetriebe.

## Glockenspiel

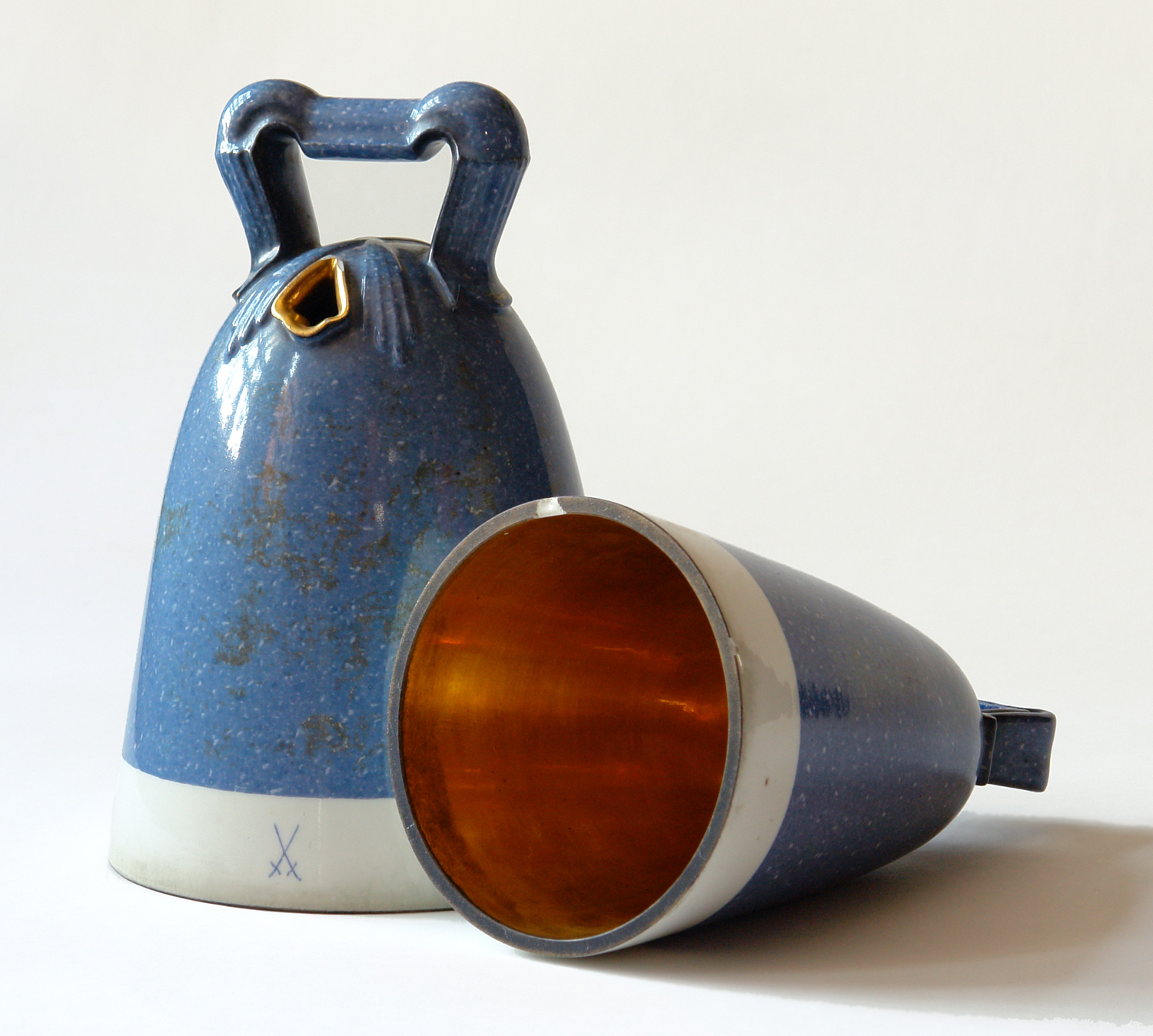
Glocken von 1934, innen vergoldet

Das Glockenspiel zwischen den Giebeln des Hauses wurde im Mai 1934 eingeweiht. Es bestand aus 30 Meißner Porzellanglocken, die außen blau und innen vergoldet waren. Sie hatten eine Größe von bis zu 210 Millimetern Höhe und einen Durchmesser von bis zu 160 Millimetern. Sie trugen außen, auf dem weißen Rand, auf der einen Seite die Meißener Unterglasur-Porzellanmarke (die gekreuzten Schwerter ohne Knauf mit einem oder ohne einen Punkt zwischen den Klingen) und auf der anderen Seite auf der Glasur in Gold die Bezeichnung des Tons, den die Glocke erzeugte (z. B. Fis). Oben auf der Glocke, zwischen den Füßen des Aufhängungsbügels, war ein Malerzeichen angebracht: nochmals die gekreuzten Schwerter der Meißner Porzellanmanufaktur.
Einzigartig war seinerzeit die Kombination des Glockenspiels mit einem drehbaren Turmsegment, das sich zwischen dem Haus des Glockenspiels und dem rechtwinklig nebenstehenden Roselius-Haus befindet. Zum Klang des Glockenspiels rotieren zehn geschnitzte und farbig gefasste Holztafeln mit Szenen bekannter Ozeanbezwinger. Entworfen wurden die Tafeln von Bernhard Hoetger, geschnitzt von Victor Kopytko. Ludwig Roselius wollte mit diesem Auftrag ein weiteres Mal „dem Pioniergeist und Tatendrang der Menschheit ein Denkmal setzen“.
Die Anlage hatte eine Papierwalzensteuerung, war 1934 das dritte wirklich bespielbare Glockenspiel überhaupt und das einzige, das ohne einen umgebenden Resonanzkörper unter freiem Himmel angebracht wurde. Alle anderen Spiele sind in Türmen, Erkern oder ähnlichen Bauten installiert.

### Das zweite Glockenspiel
Nach der teilweisen Zerstörung – nur sieben Glocken überstanden den Zweiten Weltkrieg – wurde 1954 das zweite Glockenspiel installiert. Im Gegensatz zu den ersten Glocken wurden jetzt rein weiße Glocken eingebaut. Das neue Glockenspiel wurde in das alte kupferne Rankenwerk gehängt, das in der ursprünglichen Form wieder hergerichtet werden konnte.
In den 1960er Jahren löste sich während des Spiels eine Glocke und zerschellte am Boden. Verletzt wurde niemand, aber kein einziges Porzellanteilchen konnte geborgen werden, die Souvenirjäger hatten ganze Arbeit geleistet. Es war damals fast unmöglich eine Meißener Glocke nachzubestellen. Die nach einigen Jahren beschaffte Ersatzglocke passte klanglich nicht ins Spiel und die Lösung manch technischer Probleme war auch noch nicht gefunden, um einen einwandfreien Klang der Glocken zu erreichen.
Täglich dreimal erklangen wieder vier verschiedene Melodien (in der Adventszeit dann Weihnachtslieder): Auf Matrosen, die Anker gelichtet, Über Bremen fiel ein Regen (Komponist Ludwig Roselius), Wiegenlied an der Küste (Komponist Ludwig Roselius) und An der Weser, das Weserlied. Der Komponist Ludwig Roselius war ein Verwandter des Kaffeekaufmanns gleichen Namens.

### Das dritte Glockenspiel

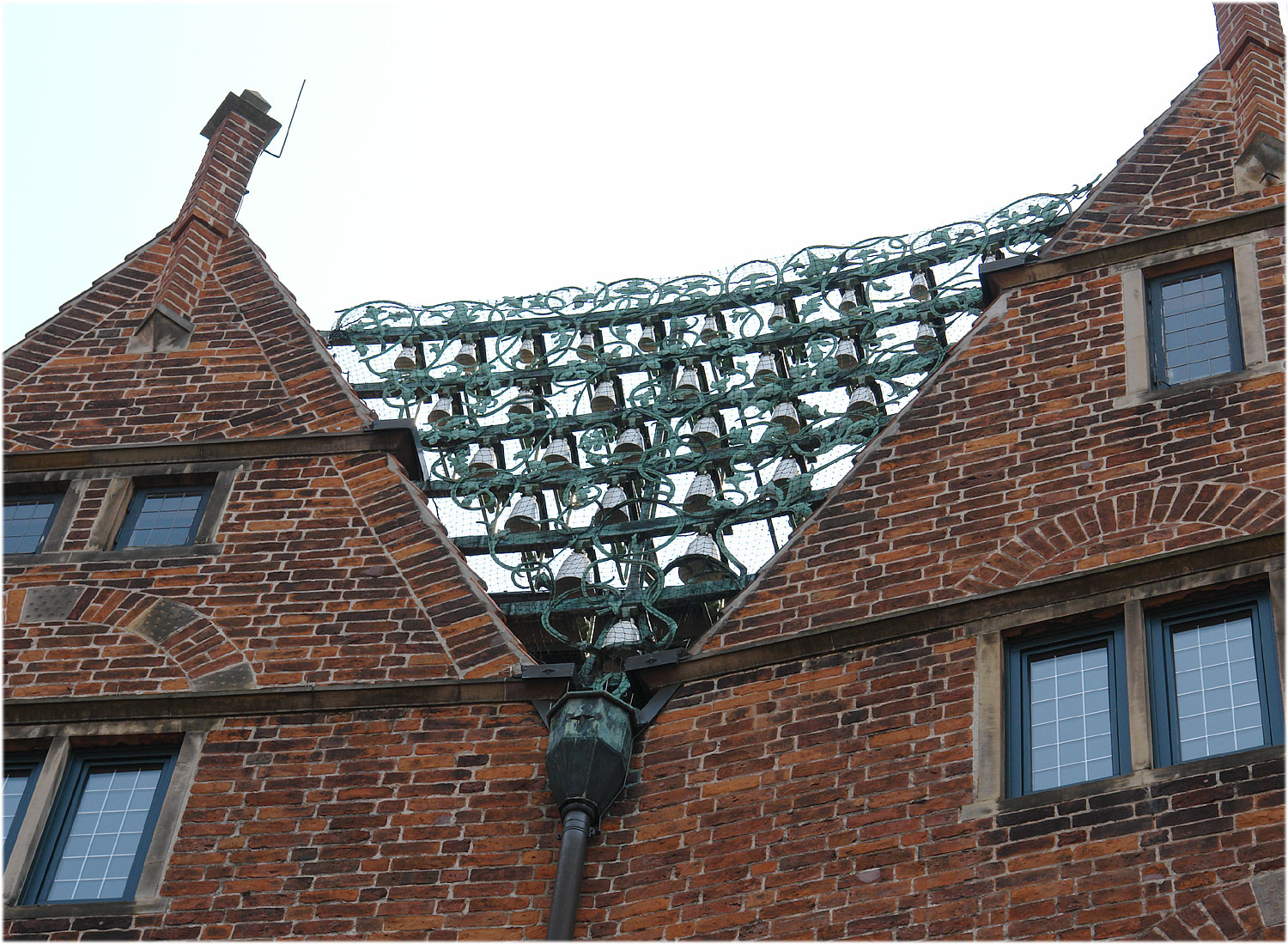
Das Glockenspiel zwischen den Giebeln

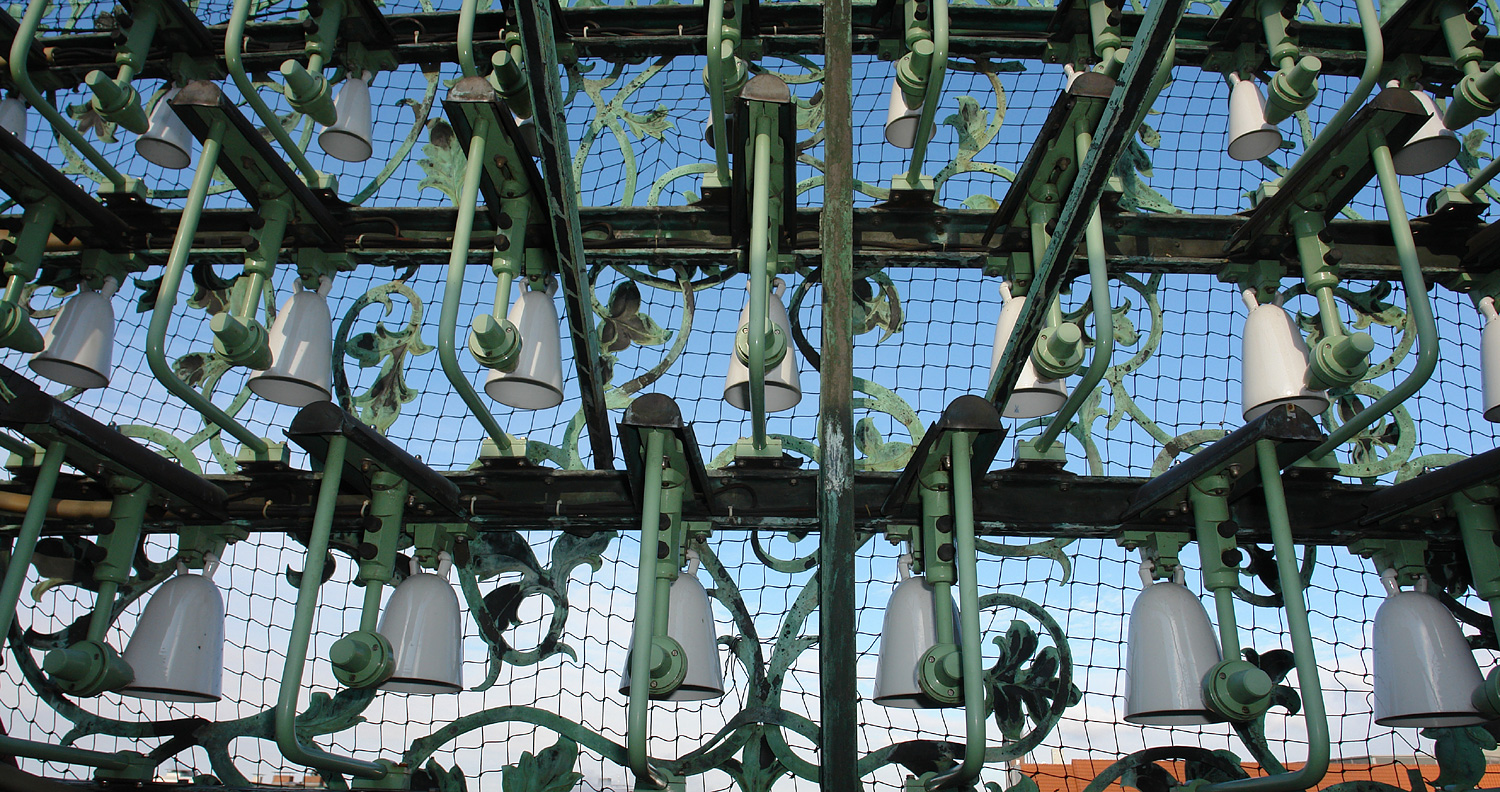
Heutiges Glockenspiel (obere drei Reihen)

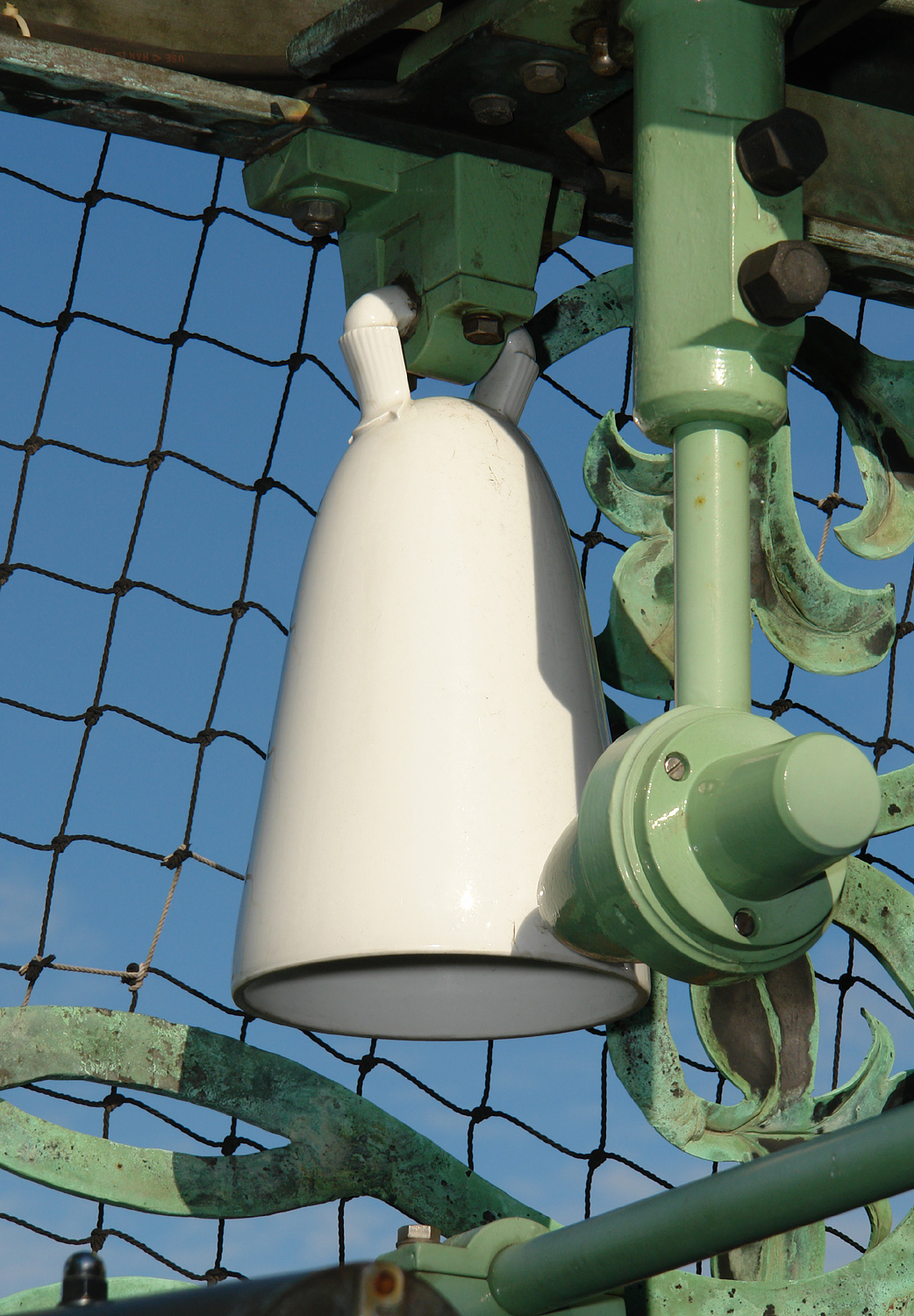
Glocke von 1991

Nach einer Stilllegung im Jahr 1990 und umfangreicher Restaurierung, auch der Holztafeln, wurde die Anlage 1991 wieder in Betrieb genommen. Dieses dritte Glockenspiel – ebenfalls mit 30 Meißener Porzellanglocken – wurde von der Firma Turmuhrenbau Ferner in Meißen entwickelt, besaß eine Computersteuerung und konnte auch auf einem Keyboard bespielt werden.
Am 25. März 2000 wurde anlässlich der beendeten Renovierung der Böttcherstraße die Original-Glocke Fis 1 des Glockenspiels von 1954 auf amerikanische Art versteigert.
Das Glockenspiel wurde 2002 überholt und erhielt Anfang 2009 eine neue Steuerelektronik (Turmuhrenbau Ferner). Die Anlage ist jetzt komplett fernbedienbar, kann über Funk an Musikinstrumente angeschlossen werden und ermöglicht das Einspielen neuer Stücke.
Spielzeiten (bei Frost wird die Anlage automatisch abgeschaltet):
- 1. Januar – 31. März um 12.00, 15.00 und 18.00 Uhr
- 1. April – 31. Dezember zwischen 12.00 und 18.00 Uhr zu jeder vollen Stunde

Mit dem Westminsterschlag beginnt das Glockenspiel zur vollen Stunde (12.00 Uhrⓘ). Zu den rotierenden Bildtafeln werden seit dem 13. Oktober 1990 folgende Melodien gespielt (10 Melodien (8:26)ⓘ):
- Auf, Matrosen, die Anker gelichtet (Volkslied)
- Steuermann, laß' die Wacht (Richard Wagner)
- Nordisches Seelied (Carl Loewe)
- Lustiger Matrosensang (Volkslied)
- Weserlied (Pressel)
- Wenn ich ein Vöglein wär (Johannes Brahms)
- Die Gedanken sind frei (Volkslied)
- Roland, der Ries', am Rathaus zu Bremen (Volkslied)
- Wir wollen zu Land ausfahren (Volkslied)
- Die große Sehnsucht (Schwarze)

Die Intonierung der Glockenspiele – dazu gehören auch fünf Weihnachtslieder – übernahm Professor Schwarze aus Dresden. Das Glockenspiel umfasst 30 Töne in zweieinhalb Oktaven.

## Figurentafeln „Ozeanbezwinger“
Auf den zum Glockenspiel rotierenden zehn Holztafeln werden bekannte Ozeanseefahrer dargestellt – von den Wikingern bis zum Flug der Bremen 1928 und den Luftschiff-Pionieren.
- Leif Eriksson (um 975), isländischer Entdecker, und Thorfinn Karlsefni (um 1010), isländischer Seefahrer und Händler
- Didrik Pining (um 1428), deutscher Seefahrer, und Hans Pothorst, deutscher Entdecker des 15. Jahrhunderts
- Christoph Columbus (~1451–1506), dem die Entdeckung Amerikas zugeschrieben wird
- Robert Fulton (1765–1815), US-amerikanischer Ingenieur, baute die ersten brauchbaren Dampfschiffe und das U-Boot Nautilus
- Kapitän König (1887–1933), Kapitän des Norddeutschen Lloyd, 1916 erste Atlantiküberquerung mit einem U-Boot (unbewaffnetes Handels-U-Boot)
- Leutnant Arthur Whitten Brown und Capitain Alcock, Piloten, 1919 erster Nonstopflug über den Atlantik; Major und Ingenieur George Herbert Scott, britischer Luftschiffpilot, 1919 erste Luftschiff-Atlantiküberquerung
- Charles Lindbergh (1902–1974), erste Alleinüberquerung des Atlantiks von New York nach Paris
- Hauptmann Hermann Köhl, Oberst James C. Fitzmaurice, Ehrenfried Günther Freiherr von Hünefeld, erste Überquerung des Atlantiks in Ost-West-Richtung mit einem Motorflugzeug
- Ferdinand Graf von Zeppelin, Hugo Eckener: Luftschiffkonstrukteure
- Erde, Mond, Sterne und das All sowie eine Hand und Fußspuren und der Text: Leif Erikson: „Ihr kennt nur Kenntnis. Ihr kennt nicht des Willens heissen Trieb, der Kenntnis erst gebiert“.

| Leif, Karlsefni | Pining, Pothorst | Columbus | Fulton | König | Scott, Brown, Alcock | Lindbergh | Köhl, Fitzmaurice, Freiherr von Hünefeldt | Graf Zeppelin, Eckener | Erde, Mond, Sterne, All |